# المرابضة في إنجلترا وويلز

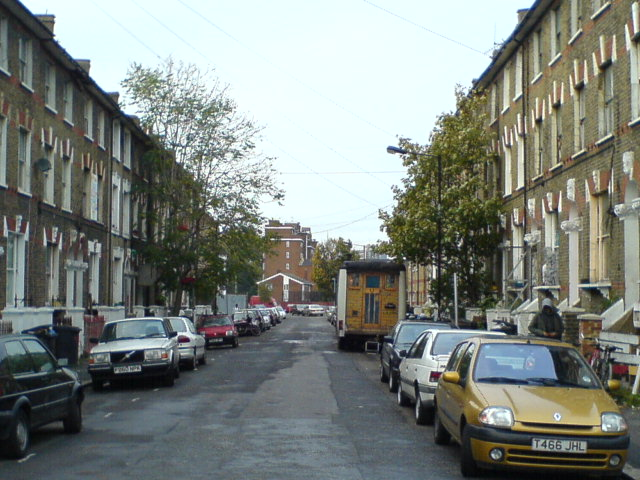

يشير مصطلح المرابضة في إنجلترا وويلز إلى الشخص الذي لا يملك منزلاً أو عقاراً أو أرضاً ما، لكنه يستولي على ذلك العقار المهجور أو الأرض. يلجأ الناس إلى هذا النوع من الإقامة جراء عدة أسباب، كالحاجة إلى مسكن أو الفقر أو رغبة بالاحتجاج أو التسلية. تشكل المساكن والمنازل الجزء الأكبر من الممتلكات المستولى عليها، وبعضها مراكز اجتماعية. إنّ من يستولي على العقارات والأراضي هو غالباً من أتباع مذهب العصر الجديد (رحالة العصر الجديد) أو أولئك الذين يمارسون عادة الجلوس والعيش على الأشجار.
عرفت بريطانيا على مر تاريخها موجات من المرابضين. أوضحت شبكة «بي بي سي» أن المرابضة كانت «قضية كبرى في ثورة الفلاحين عام 1381، ومجدداً لدى جماعة الحفارين في القرن السابع عشر، وهؤلاء هم قرويون سكنوا الخراب والأراضي العامة (المشاع العام)، مدعين أنها من حقهم». ذكرت الشبكة أيضاً أن المرابضة كانت ضرورة لا بد منها خلال فترة الحرب العالمية الثانية، حينها كان الكثير من الناس مشردين. ظهرت موجة من المرابضة أكثر حداثة في أواخر الستينيات من القرن الماضي، وجاءت وسط أزمة سكن.
أصبح الكثير من مساكن المرابضين قانونياً في ثمانينيات القرن الماضي، كما في ساحة بوننغتون وفريستونيا في لندن. ومؤخراً، ظهرت أمثلة معزولة كجماعة «السرك الخفي» في بريستول.

## تاريخ

### القرنان السادس عشر والسابع عشر
حدث في ويلز خلال القرنين السادس عشر والسابع عشر ازديادٌ في التعداد السكاني، وقادت سياسة الضرائب إلى انتقال السكان تجاه الريف الويلزي، وهناك رابضوا في الأراضي والمشاع العام. بنى هؤلاء المرابضون عقاراتهم الخاصة وفقاً للاعتقادات الشعبية، ما أدى إلى نمو المستوطنات الصغيرة حول Tŷ unnos، أو «منزل في الليل» كما تعني، حيث انتشر لدى سكان تلك المنطقة فلكلورٌ شعبي يفيد بأنه إذا بنى أحدهم منزلاً فوق أرض عامة، فالمنزل يُعد ملكية خاصة.
في العصر الإليزابيثي، ظهر اعتقاد شائع يفيد بأنه إذا بنى مرابضٌ وأصدقاؤه منزلاً فوق أرض خراب خلال الليل، فلهم الحق في الملكية الخالصة. ولجعل الأمور أصعب وأشق على المرابضين، مُرّر قانونٌ عُرف بقانون تشييد الأكواخ 1588، ووفقاً لهذا القانون، لا يُسمح ببناء الكوخ إلا إذا كان متصلاً بأرض مساحتها لا تقل عن 1.6 هكتار.
في عام 1649، استولى جيرارد وينستانلي وآخرون يطلقون على أنفسهم اسم «جماعة الحفارين«على مشاع عام في سانت جورج هيل في ويبردج في سري. واستوطن الأفراد بها بشكل جماعي آملين أن تشجع فعلتهم الناس الفقراء وتدفعهم لحذو حذوهم. علّق جيرارد وينستانلي على ذلك: «لأفقر الرجال الحق الكامل بامتلاك الأرض مثله مثل أغنى الرجال». لم يكن الحفارون أول من لجأ إلى المرابضة في إنجلترا، فقصتهم مثالٌ عن هذه العادة المتوارثة كشكل من أشكال التعبير المتطرف.

### بعد الحرب العالمية الثانية
ظهرت حركة مرابضة ضخمة بعد الحرب العالمية الثانية قام بها رجال خدموا سابقاً في الجيش مع عائلاتهم. في برايتون، وضع هاري كاولي وأصدقاؤه القائمون بالقانون العائلات في عقارات فارغة عبر البلاد، في لندن وضواحيها وقرى مثل تشالفونت سانت غايلز، حيث استوطنت العائلات في مخيمات سائبة، وفي بعض الحالات، بقوا فيها حتى خمسينيات القرن الماضي. وعندما انتشرت القصة، رابض المزيد من الناس حتى وصل عددهم إلى 45 ألف بالمجمل. في العاشر من شهر أكتوبر، رفع أنورين بيفان تقريراً إلى مجلس العموم يتحدث فيه عن وجود 1038 مخيمًا في إنجلترا وويلز، ويسكن تلك المخيمات 39535 شخصًا.
حصل المرابضون على دعم شعبي ملحوظ بالرغم من مراوغة الحكومة، حيث اعتبر المواطنون أن المرابضين أناسٌ شرفاء لا يقومون سوى باتخاذ منازل لهم. علّقت كليمنت تشرشل، زوجة رئيس الوزراء السابق وينستون تشرشل، عن هذه الحادثة في شهر أغسطس عام 1946 قائلة: «يُشار إلى هؤلاء الناس بمصطلح بغيض هو “مرابضون”، أتمنى ألا تطلق الصحافة هذا المصطلح على مواطنين محترمين رغبتهم الوحيدة هي الحصول على مسكن».
في الثامن من شهر سبتمبر عام 1946، رابض 1500 شخص في شقق ضمن أحياء ومناطق كـ كينسينغتون وبيمليكو وسانت جونز وودز. جذب هذا الحدث -والذي سُمي بـ «مرابضة الأحد الكبرى»- اهتمام وسائل الإعلام، وأدى إلى اعتقال 5 من قادة الحدث بتهمة «التآمر من أجل التحريض والتعدي على الأملاك». غادر المرابضون تلك الشقق والبيوت، لكنهم حصلوا على مسكنٍ مؤقت. نادراً ما يربط القضاة بين المرابضين والسلوك الحسن، حتى ولو كان القاضي متعاطفاً.

### ستينيات القرن العشرين
في فترة نشبت فيها أزمة سكن شديدة، شهدت الستينيات نمو حركة المرابضة العائلية، وسعت لحث الناس على استيطان العقارات والأملاك المهجورة واستخدامها لإسكان العائلات المشردة، والمُسجلة ضمن قائمة انتظار مجلس الإسكان. كان مقر هذه الحركة الرئيس في لندن (حيث كان رون بايلي وجيم ردفورد شخصيتين أساسيتين، وساعدا على تنظيم حملات مرابضة للعائلات في العديد من أقسام لندن الإدارية، ولاحقاً ساهما في تأسيس الخدمة الاستشارية للعائلات المرابضة). وقّعت عدة منظمات ومؤسسات معنية بمرابضة العائلات على اتفاقيات مع مجالس الأقسام الإدارية لاستخدام العقارات والأملاك المهجورة والعيش ضمنها وفقاً لترخيص رسمي (لكن ذلك لم يحدث إلا بعد تنظيم حملات طويلة وشاقة وتحديداً في الأقسام الإدارية من ريدبريدج). علّق بايلي عام 2005 على هذا الموضوع قائلاً: «بدأت الأمور من مبدأ الجمعيات السكنية القائمة على أساس مجتمعي. حيث يظهر أن حلّ قضايا الإسكان لا يرتكز على الأملاك، إنما يجب أن يرتكز على المساعدة المشتركة. يجب على الحكومة أن تبذل كلّ ما تستطيع كي تسمح لمجموعات المساعدة الذاتية أن تزدهر».

### سبعينيات القرن العشرين
بحلول سبعينيات القرن العشرين، نما صراعٌ بين ناشطي حركة العائلات المرابضة والموجة الجديدة من المرابضين، والتي رفضت حق المُلّاك باستيفاء إيجار، واعتقد أفرادها (أو ادعوا) أن الاستيلاء على الملكية والعيش بلا إيجار هو نشاط وفعل سياسي ثوري، ورأوا أن تلك طريقةٌ جيدة لتوفير المال. كان هؤلاء المرابضون الجدد (غالبيتهم صغار في السن وعُزب وليسوا عائلات مشردة) مزيجاً من أتباع مذاهب وتيارات كالفوضوية والتروتسكية والمجموعة الماركسية الدولية، وافتخروا بكونهم «هيبيز» ومتسربين من المدارس، ورفضوا الفكرة القائلة إن على المرابضين السعي وراء توقيع اتفاقيات مع المجالس المحلية لاستغلال الممتلكات الفارغة، وأن الجمعيات المرابضة ستصبح لاحقاً مالكة للعقارات وتملك الحق الكامل في التصرف بالعقار وتأجيره.
استكملت الخدمة الاستشارية للمرابضين عمل الخدمة الاستشارية للعائلات المرابضة، وألّفت خدمة تطوعية لتساعد المرابضين. استمرت الخدمة الاستشارية للمرابضين بعملها لـ 40 عامًا، ونشرت «دليل المرابضين» وصاغت إخطاراً قانونياً كي يستخدمه المرابضون.

### في الألفية الثالثة
في عام 2003، قُدّر عدد المرابطين في إنجلترا وويلز بـ 15 ألف شخص. في عام 2012، قدرت وزارة العدل هذا العدد بـ 20 ألف.
وفقاً لإحصائيات أجرتها وكالة المنازل الفارغة عام 2009، كان العدد الأكبر من المنازل الفارغة والمهجورة في برمنغهام (21532) وليدز (24796) وليفربول (20860) ومانشستر (24955). أما المناطق التي تحوي أقل عدد من المنازل الفارغة فكانت في جنوب شرق إنجلترا وشرق أنجليا. نظمت جمعيات كـ «العدالة ليست أزمة» حملات للمطالبة بمزيد من الإسكان الاجتماعي.